# Afzal Khan (homme politique)
Mohammed Afzal Khan, né le 5 avril 1960 à Jhelum au Pakistan, est un homme politique britannique, membre du Parti travailliste.

## Biographie
Il arrive en Angleterre à 11 ans. En 2005, il devient le premier musulman d'origine pakistanaise à devenir lord-maire de Manchester.
Il est député européen de 2014 à juin 2017, au moment où il est élu député dans la circonscription de Manchester Gorton pour la Chambre des communes.

## Résultats électoraux
Élections générales britanniques de 2019 — Manchester Gorton.
| Parti politique         | Parti politique         | Nom                     | Voix   | %       | ±%   | Maj.   |
| ----------------------- | ----------------------- | ----------------------- | ------ | ------- | ---- | ------ |
|                         | Travailliste            | Afzal Khan (sortant)    | 34 583 | 77,64 % | 1,3  | 30 339 |
|                         | Conservateur            | Sebastian Lowe          | 4 244  | 9,53 %  | 2,2  |        |
|                         | Libéraux-démocrates     | Jackie Pearcey          | 2 448  | 5,5 %   | −0,2 |        |
|                         | Vert                    | Eliza Tyrrell           | 1 697  | 3,81 %  | 1,6  |        |
|                         | Brexit                  | Lesley Kaya             | 1 573  | 3,53 %  | 3,5  |        |
| Total des votes valides | Total des votes valides | Total des votes valides | 44 545 | 100 %   |      |        |
| Électeurs inscrits      | Électeurs inscrits      | Électeurs inscrits      | 76 419 |         |      |        |